# Systole

Während der Systole wird das Blut in den Körperkreislauf (rot) und den Lungenkreislauf (blau) gepumpt.

Schematische Darstellung eines EKG mit Bezeichnungen

Die Systole ([alt]griechisch συστολή – [das] Zusammenziehen oder [die] Kürzung) ist ein Teil des Herzzyklus. Vereinfacht formuliert ist es die Anspannungs- und dadurch Blut-Ausströmungsphase des Herzens, im Gegensatz zur Diastole, der Erschlaffungs- und somit Blut-Einströmungsphase. Bei der Systole wird das Blut also aus der rechten und linken Herzkammer (Ventrikel) herausgepresst. Die Systole beschreibt die Pumpleistung des Herzens. Sie bestimmt den Puls und die Pulsamplitude.
Die Dauer der Systole bleibt auch bei Änderung der Herzfrequenz ziemlich konstant, wohingegen die Dauer der Diastole erheblich variiert. Die Systole ist beim erwachsenen Menschen etwa 300 Millisekunden lang.
Die Systole der Kammer wird in eine kurze mechanische Herzmuskel-Anspannungsphase und eine länger dauernde Blut-Ausströmungsphase unterteilt. Unmittelbar vor der Anspannungsphase sind die Kammern mit Blut gefüllt, Segel- und Taschenklappen sind geschlossen. Der Herzmuskel kontrahiert, wodurch der Druck ansteigt. In der Ausströmungsphase übersteigt der Druck in den Kammern den Druck in Truncus pulmonalis (Lungenarterie) und Aorta, die Taschenklappen öffnen sich, und Blut strömt in die großen Gefäße.
Die mechanische Ausströmungsphase beginnt
- im Phonokardiogramm oder auskultatorisch mit dem 1. Herzton
- in der Echokardiografie mit der Öffnung der Aortenklappe
- im EKG mit der R-Zacke

Die mechanische Ausströmungsphase endet
- im Phonokardiogramm oder auskultatorisch mit dem 2. Herzton
- in der Echokardiografie mit dem Schluss der Aortenklappe
- im EKG mit der T-Welle

Vor der Systole sind die Kammern gedehnt und mit Blut gefüllt, die Vorhöfe sind kontrahiert. Während der Systole ziehen sich die beiden Kammern gleichzeitig zusammen. Das Blut wird somit in die Lungenarterie und die Aorta gepumpt, von wo aus es bis in die Peripherie von Körper- und Lunge strömt. Gleichzeitig erweitern sich die Vorhöfe und füllen sich mit Blut. Damit während der Systole das Blut nicht aus den Kammern in die Vorhöfe fließt, wird deren Zugang mit den Segelklappen ventilartig verschlossen. Nach der Systole erschlafft der Muskel (Diastole). Das in den Vorhöfen gesammelte Blut strömt durch die sich öffnenden Segelklappen in die Herzkammern. Die Taschenklappen sind nun geschlossen, damit das Blut, welches durch die Systole in die Aorta und Pulmonalarterie gepumpt wurde, nicht in die Kammern zurückfließen kann.
Die Erregbarkeit des Herzmuskels ist während der Systole aufgehoben (absolute Refraktärität).
Beachte: Die Systole des Vorhofes fällt in die späte Diastole der Herzkammer.

## Krankheitsbilder
- Extrasystole, ein zusätzlicher Herzschlag, mit unterschiedlichen Ursachen